# Rudi Richter (Politiker)
Rudi Albert Richter (* 16. September 1927 in Fürth; † 30. Oktober 2011 ebenda) war ein deutscher Politiker (CSU).
Richter besuchte die Volksschule und Oberschule in Fürth. Zum 20. April 1944 trat er der NSDAP bei (Mitgliedsnummer 9.740.777). Am Ende des Zweiten Weltkriegs trat er in den Arbeitsdienst ein und war als Reserve-Offizier-Bewerber im Einsatz. Er wurde verwundet und kam in Kriegsgefangenschaft. Nach dem Krieg machte er sein Abitur und studierte Volkswirtschaft und Publizistik an der Universität Erlangen. 1953 erwarb er den Titel Diplom-Volkswirt, 1957 promovierte er mit einer Arbeit über Die Entwicklung der Wirtschaftswerbung und ihre volkswirtschaftliche Bedeutung im Rahmen der sozialen Marktwirtschaft.
Richter war in leitenden Positionen in der Industrie in München und Nürnberg tätig und selbstständiger Wirtschaftsberater für Marketing und Werbung.
Richter war Stadtrat in Fürth und dort stellvertretender Fraktionsvorsitzender. Ferner war er Mitglied des Mittelfränkischen Bezirkstages, Vorsitzender des CSU-Kreisverbandes Fürth-Stadt und saß im Vorstand des CSU-Bezirksverbandes Nürnberg-Fürth. Von 1978 bis 1990 war er Mitglied des Bayerischen Landtags.